# Raimundo Andueza Palacio
Raimundo Ignacio Andueza Palacio (n. 6 februarie 1846, Guanare, Portuguesa, Venezuela - d. 17 august 1900, Caracas, Venezuela) a fost un om politic, președintele Venezuelei în perioada 1890 - 1892 și ministru de externe (1899 - 1900).